# Comité de las Cinco Provincias de Corea del Norte

Antigua bandera del Comité para las Cinco Provincias de Corea del Norte (1949-2016)

El Comité de las Cinco Provincias de Corea del Norte, más conocido como Comité de las Provincias del Norte, es un término usado por Corea del Sur para referirse al territorio que actualmente ocupa Corea del Norte. Esta bajo el poder del Ministerio de Seguridad y Administración Pública de Corea del Sur.

## Historia
Fue establecido en 1949, con ayuda de desertores y refugiados provenientes de Corea del Norte y que reconocen al gobierno de Corea del Sur como el legítimo dueño de toda la península.  El presidente de Corea del Sur nombra a los gobernadores para cada una de las cinco provincias. Sin embargo, su papel es más bien simbólico, ya que el territorio está bajo la jurisdicción efectiva de Corea del Norte. La principal función de la comisión es proporcionar apoyo a los desertores norcoreanos que viven en Corea del Sur, incluyendo ayudar con el reasentamiento de refugiados provenientes del norte y la organización de eventos sociales para los norcoreanos.

## Manejo del Norte
A pesar de su nombre, el comité no juega ningún papel en las relaciones entre las dos Coreas; los asuntos del territorio del norte son manejados por el Ministerio de Unificación de Corea del Sur. En el caso de un colapso de Corea del Norte, los planes de contingencia requerirían un nuevo organismo gubernamental que se creara para administrar el norte y estará bajo la dirección del ministro de Unificación. En ese caso, los cinco gobernadores simbólicos de las provincias del norte tendrían que renunciar y el comité se disolvería.

## Banderas de las provincias del norte

Hamgyŏng del Norte
Hamgyŏng del Sur
Hwanghae
P'yŏngan del Norte
P'yŏngan del Sur

### Provincias existentes de Corea del Sur que tienen territorio en el norte
Dos provincias de Corea del Sur, Gyeonggi y Gangwon, tienen oficialmente partes de su territorio en Corea del Norte. El gobierno de Corea del Sur considera los gobernadores de estas dos provincias la cabeza de toda su provincia, incluyendo las partes en el norte.